# Irresistible – Unwiderstehlich
Irresistible – Unwiderstehlich (Originaltitel: Irresistible) ist eine US-amerikanische Filmkomödie aus dem Jahr 2020, geschrieben und inszeniert von Jon Stewart. Die Hauptdarsteller sind Steve Carell, Chris Cooper, Mackenzie Davis, Topher Grace, Natasha Lyonne und Rose Byrne. Der Film folgt einem demokratischen Strategen, der versucht, einem lokalen Kandidaten zu helfen, eine Wahl in einer kleinen Stadt zu gewinnen.

## Handlung
Gary Zimmer, ein erfahrener Wahlkampfberater der Demokratischen Partei, sieht ein Video des pensionierten Obersts des United States Marine Corps Jack Hastings, der eine Rede hält, in der er sich für die Einwanderer seiner Heimatstadt Deerlaken, Wisconsin, einsetzt. Zimmer reist nach Wisconsin, um Hastings davon zu überzeugen, bei der bevorstehenden Bürgermeisterwahl in Deerlaken als Demokrat zu kandidieren, da er davon ausgeht, dass Hastings das amerikanische Volk davon überzeugen kann, bei der nächsten Präsidentschaftswahl für die Demokraten zu stimmen.
Hastings lehnt zunächst ab, da er sich selbst als eher konservativ betrachtet und kein wirkliches Interesse an Politik hat, gibt aber später nach und erklärt sich bereit, unter der Bedingung zu kandidieren, dass Gary als sein Wahlkampfmanager fungiert. Hastings rekrutiert seine Freunde und Nachbarn als Freiwillige für die Kampagne. Es kommt jedoch bald zu Rückschlägen, unter anderem weil der größte Teil der Stadt konservativ ist und der amtierende Bürgermeister Braun vom Republikanischen Nationalkomitee finanziert und von Zimmers republikanischer Gegenspielerin Faith Brewster unterstützt wird.
Während sich das Rennen aufheizt, nimmt Gary Jack mit nach New York City, damit sie Spendensammler für die Kampagne rekrutieren können, die mit dem Geld und den Ressourcen von Faith übereinstimmen. Jack hält eine eindringliche Rede vor den möglichen Spendern darüber, wie sehr er ihre Hilfe für seine kleine Stadt benötigt, was Gary inspiriert. Ihre Spenden ermöglichen es Gary, ihre Kampagnenmethoden zu verbessern. Bald zeigen die Wahlumfragen, dass beide Kandidaten Kopf an Kopf liegen.
Als es so aussieht, als würden Faith und Braun gewinnen, versucht Gary, Jack und dessen Tochter Diana davon zu überzeugen, schmutzig zu spielen. Diana ist entsetzt, dass Gary unfair spielen will, und bittet Braun heimlich um Rat. Die beiden beschließen, insgeheim einen größeren Skandal um Braun aufzudecken, damit Gary nicht hinter Brauns Bruder her ist, was sein ursprünglicher Plan war. Der Skandal erweist sich jedoch als erfunden.
Am Wahltag werden nur zwei Stimmen abgegeben – je eine für jeden der beiden Kandidaten, so dass die Wahl unentschieden ausgeht. Dies verwirrt sowohl Gary als auch Faith. Es wird schnell klar, dass die Wahl eigentlich ein abgekartetes Spiel war. Diana enthüllt, dass sie das gesamte Komplott geschmiedet hat, indem sie das Video der Rede ihres Vaters (das sorgfältig geschrieben wurde) filmte, damit die Demokraten und Republikaner Tausende von Dollar in die Wahl einbringen würden. Die Stadt hat das Geld still und leise abgezweigt, um ihre finanziellen Schwierigkeiten aufgrund der kürzlichen Schließung einer nahe gelegenen Militärbasis zu überwinden. Am Ende gehen Gary und Faith eine Beziehung ein, und Diana wird nach einer Nachwahl Bürgermeisterin von Deerlaken.

## Produktion

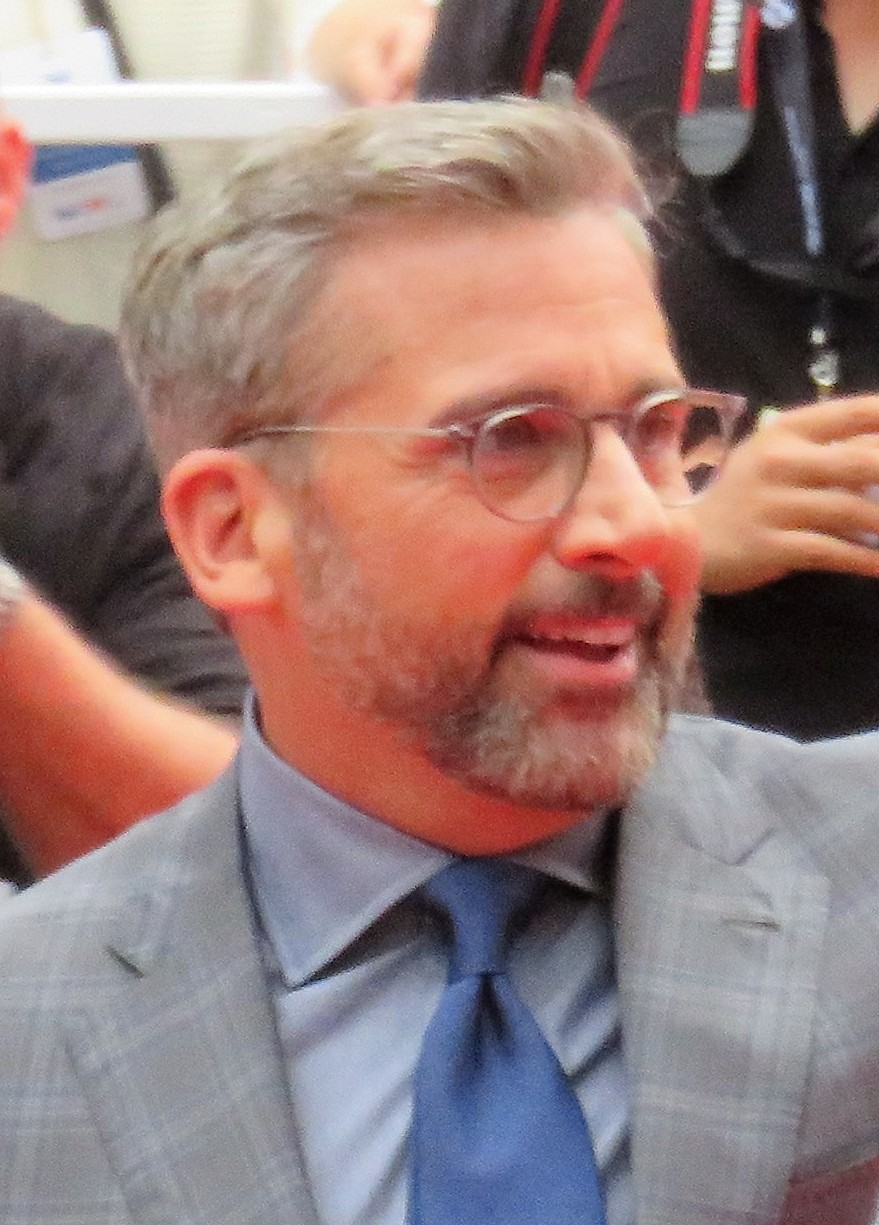
Steve Carell (2018)

Im Oktober 2018 wurde bekannt gegeben, dass Jon Stewart seine nächste Regiearbeit plante, wobei Steve Carell, abhängig von der Zeitplanung, Gespräche mit dem Regisseur führte. Im März 2019 nahm Rose Byrne Verhandlungen auf, um sich dem Film anzuschließen. Im selben Monat schloss sich Chris Cooper der Besetzung des Films an, wobei Focus Features die Vertriebsrechte erwarb. Im April 2019 stießen Mackenzie Davis, Topher Grace und Debra Messing zur Filmbesetzung hinzu.
Die Dreharbeiten begannen im April 2019 in Atlanta, Georgia.

## Veröffentlichung
Der Film wurde am 26. Juni 2020 in den Vereinigten Staaten über Video-on-Demand sowie in ausgewählten Kinos digital veröffentlicht. Ursprünglich war ein breiter Kinostart für den 29. Mai 2020 geplant, dieser wurde aber aufgrund der Kinoschließungen, die Mitte März in Folge der COVID-19-Pandemie begannen, abgesagt.

## Rezeption
In den USA erhielt der Film von der MPAA ein R-Rating, was einer Freigabe ab 17 Jahren entspricht. (Bewertet mit R für Sprache einschließlich sexueller Bezüge).
Bei Rotten Tomatoes hat der Film auf der Grundlage von 210 Rezensionen eine Zustimmungsquote von 40 Prozent, mit einer durchschnittlichen Bewertung von 5.26/10. Bei Metacritic hat der Film eine gewichtete Durchschnittsbewertung von 47/100, basierend auf 49 Kritikern, was auf „gemischte oder durchschnittliche Kritiken“ hinweist.
Owen Gleiberman von Variety sagte: „[…] Der Film macht eine große Show daraus, den Zuschauer zu führen, aber ohne das Boot zu schaukeln.“
Andererseits gab Mark Kermode in The Guardian eine recht positive Rezension des Films und verglich ihn mit Wag the Dog und Local Hero.
Das Lexikon des internationalen Films meint: „[…] Eine als Satire angelegte, mit zwei versierten Comedians trefflich besetzte Komödie auf das US-amerikanische Wahlkampfgeschäft. Allerdings bleiben die Spitzen gegen die Politik zu oberflächlich und die Pointe zu unglaubwürdig, um dem politischen Zündstoff der Story Genüge zu tun.“